# Márcia Castro
Márcia Guimarães Caminha de Castro (Salvador, 7 de dezembro de 1978), conhecida simplesmente como Márcia Castro, é uma cantora e violonista brasileira.

## Biografia
Márcia estudou na Escola de Música da Universidade Federal da Bahia. Em 2008 mudou-se para a cidade de São Paulo.

## Produção musical
Márcia lançou seu quinto álbum em 2021. Intitulado Axé, o álbum tem participação de musicistas renomadas do axé, incluindo Ivete Sangalo, Daniela Mercury e Margareth Menezes. O álbum foi considerado pelo crítico Mauro Ferreira como um dos grandes álbuns do ano no Brasil.